# Оленево (Кировская область)
Оленево — деревня в Кикнурском муниципальном округе Кировской области России.

## География
Деревня находится в юго-западной части Кировской области, в зоне хвойно-широколиственных лесов, на расстоянии приблизительно 15 километров к югу от посёлка городского типа Кикнур, административного центра района. Абсолютная высота — 111 метров над уровнем моря.
Климат
Климат характеризуется как умеренно континентальный, с умеренно холодной снежной зимой и тёплым летом. Среднегодовая температура — 1,2 °C. Абсолютный минимум температуры воздуха самого холодного месяца (января) составляет −45 °C; абсолютный максимум самого тёплого месяца (июля) — 37 °C. Безморозный период длится в среднем 115 дней. Годовое количество атмосферных осадков — 495 мм, из которых две трети выпадает в тёплый период. Снежный покров держится 150—160 дней.

## Население
| 2010 |
| ---- |
| 5    |

Половой состав
По данным Всероссийской переписи населения 2010 года в гендерной структуре населения мужчины составляли 80 %, женщины — соответственно 20 %.
Национальный состав
Согласно результатам переписи 2002 года, в национальной структуре населения русские составляли 100 % из 20 чел.